# Caio Calpúrnio Pisão (cônsul em 111)
Caio Calpúrnio Pisão (em latim: Caius Calpurnius Piso) foi um senador romano da gente Calpúrnia eleito cônsul em 111 com Marco Vécio Bolano.
Plínio, o Jovem, conta, elogiosamente, que Pisão foi o autor de um poema em grego sobre astronomia datado por volta de 105.

## Família
Pisão era homônimo de diversos cônsules romanos do período republicano e também do famoso Caio Calpúrnio Pisão, responsável pela Conspiração Pisoniana contra o imperador Nero. Era também parente de Lúcio Calpúrnio Pisão Liciniano, herdeiro de Galba por uns poucos dias durante o "ano dos quatro imperadores" (69). Sabe-se que Pisão tinha um irmão e Sexto Calpúrnio Cipião Orfito, cônsul em 172, e Lúcio Calpúrnio Pisão, cônsul em 175, provavelmente eram descendentes de um dos dois.